# 科洛德魯貝

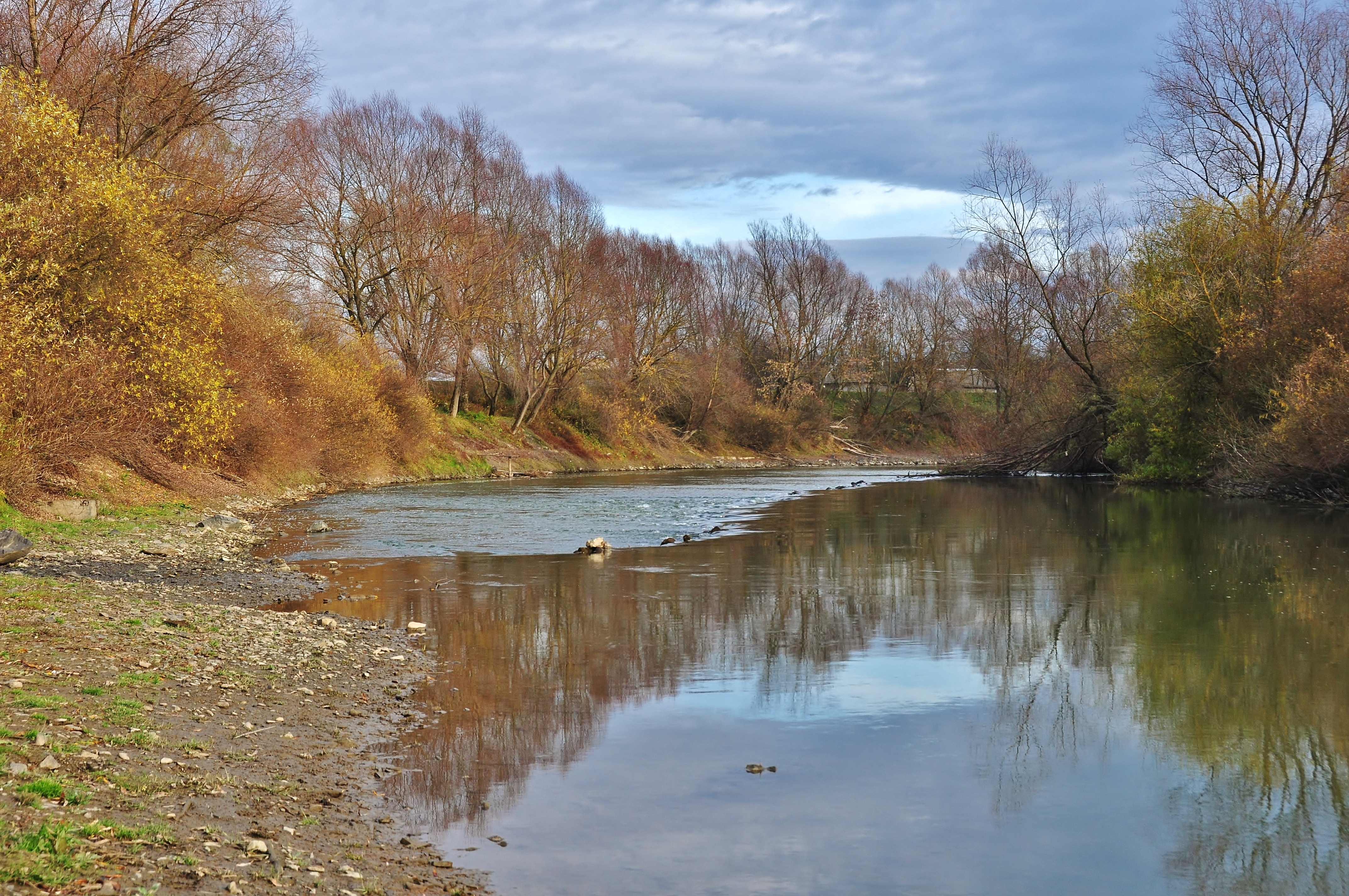

科洛德魯貝（羅馬化：Kolodruby）是烏克蘭西部利維夫州斯特雷區米科拉伊夫市镇的村庄。始建於1440年，面積1.73平方公里，海拔高度258米，2024年人口729，人口密度每平方公里479.19人。